# Lapinot et les Carottes de Patagonie
Lapinot et les Carottes de Patagonie est une bande dessinée de Lewis Trondheim en un seul volume, éditée par L'Association et Le Lézard en 1992, puis rééditée en 1995 et en 2003 par L'Association. Elle introduit le personnage de Lapinot mais reste un numéro à part dans la série. En effet, le Lapinot des Carottes de Patagonie ne ressemble pas a ses versions ultérieures (que ce soit dans Les Formidables Aventures de Lapinot ou dans les projets annexes comme Mildiou). Ici, le personnage est plus gentil et assez naïf, il ne voit pas le mal chez les gens et c'est en grande partie ce qui va servir de moteur à cette aventure.
Il s'agit d'une bande dessinée de 500 pages en noir et blanc, possédant chacune 12 vignettes (4 lignes de 3 vignettes). Lewis Trondheim l'a écrite en l'improvisant au fur et à mesure, concevant cette œuvre comme une sorte de défi littéraire : dessiner une histoire de 500 pages sans savoir où elle va le mener. Cette œuvre présente aussi un défi graphique, l'auteur n'utilise pas de crayonné et dessine directement au feutre, dans le but de s'améliorer en dessin.  Il affirme ne l'avoir jamais relue après avoir terminé l'album. Il ne pensait même pas le publier à l'origine mais a changé d'avis quand ses amis l'ont lu. 

## Synopsis
À la suite d'un plan diabolique monté par un grand méchant (Lemacheur), Lapinot, individu foncièrement bon, naïf et obstiné décide d'aller à l'ambassade de Patagonie chercher des carottes de Patagonie qui permettent de voler dans les airs. 
Alors qu'il n'a qu'à aller à la grande ville pour réussir, le sort est décidément contre lui : il va rencontrer une foule de personnages plus ou moins bien intentionnés qui, involontairement, auront tous un seul objectif : l'empêcher d'aller à l'ambassade.

## Réception
Certains moments de l'histoire ont été qualifiés de littéraires, à l'instar de la plage 115[Quoi ?] : « Le monde est un vaste champ où des organes biologiques se promènent… Des rates, des poumons, des foies, des cerveaux, des biceps, des yeux, des intestins, des langues et tous, ils se croisent, ils se disent bonjour… Et tout autour d’eux, il y a une sorte de plasma mécanique, informatique, qui les baigne et qui leur donne nourriture et protection. Et au-delà du plasma, il y a des tubes en acier et des dalles de béton sur lesquelles grouillent une multitude de petits crayons de couleur sans mine… »